# Dood door schuld
Dood door schuld is een delict waarbij de dood van het slachtoffer niet aan opzet te wijten is. Het is een strafbaar feit in verband met nalatigheid (gebrek aan voorzichtigheid en zorg) en staat dus in contrast met de opzettelijke levensdelicten doodslag en moord. De strafbaarstelling verschilt per land.

## België
In België heet het delict onopzettelijk doden. Dit wordt behandelt in hoofdstuk 2 van het Strafwetboek. Artikel 418 stelt:
Schuldig aan onopzettelijk doden of aan onopzettelijk toebrengen van letsel is hij die het kwaad veroorzaakt door gebrek aan voorzichtigheid of voorzorg, maar zonder het oogmerk om de persoon van een ander aan te randen.
Verdere artikels behandelen de straffen. Zo is er een hogere straf mogelijk als de doding het gevolg is van een verkeersongeval.

## Nederland
Artikel 307 van het Nederlandse Wetboek van Strafrecht bepaalt:
1. Hij aan wiens schuld de dood van een ander te wijten is, wordt gestraft met gevangenisstraf van ten hoogste twee jaren of geldboete van de vierde categorie.
2. Indien de schuld bestaat in roekeloosheid, wordt hij gestraft met gevangenisstraf van ten hoogste vier jaren of geldboete van de vierde categorie.

Er is dan geen sprake van opzet (het oogmerk om het slachtoffer te doden), en dus ook niet van voorbedachten rade.

## Duitsland
In Duitsland is dood door schuld als fahrlässige Tötung (letterlijk: nalatige doding) strafbaar gesteld in artikel 222 van het Duitse strafwetboek (StGB). Op fahrlässige Tötung staat tot vijf jaar vrijheidsstraf of een geldboete. De strafbaarstelling luidt:

Wer durch Fahrlässigkeit den Tod eines Menschen verursacht, wird mit Freiheitsstrafe bis zu fünf Jahren oder mit Geldstrafe bestraft.
Degene die door nalatigheid de dood van een ander persoon veroorzaakt, wordt gestraft met een vrijheidsstraf tot vijf jaar of een geldboete.

De fahrlässige Tötung is in Duitsland het klassieke voorbeeld van een culpoos delict. Het belang voor de strafrechtpleging is echter beperkt, omdat gevallen van fahrlässige Tötung vooral beperkt blijven tot verkeersongevallen.

## Oostenrijk
In Oostenrijk is fahrlässige Tötung strafbaar gesteld in artikel 80 van het Oostenrijkse strafwetboek (StGB). Het is een gevolgsdelict dat het leven beschermt, met uitzondering van het ongeboren kind. Fahrlässige Tötung is in Oostenrijk een van moord en doodslag te onderscheiden delict en bestaat uit een handeling met dodelijk gevolg zonder opzet. Er staat een maximale vrijheidsstraf van 1 jaar op.
Naast het gronddelict bestaat in Oostenrijk het gekwalificeerde delict grob fahrlässigen Tötung (letterlijk: ernstig nalatige doding). Het is strafbaar gesteld in artikel 81 StGB en verhoogt het strafmaximum naar drie jaar vrijheidsstraf. 

## Verenigde Staten
Negligent homicide (dood door schuld) wordt in de Verenigde Staten door alle staten krachtens een wet strafbaar gesteld, vaak wordt het delict gekwalificeerd als involuntary manslaughter. Negligent homicide kan een geprivilegieerde logische specialis vormen van andere levensdelicten zoals first of second degree murder, van zo een verhouding is sprake als alle delictsbestanddelen van dood door schuld ook een onderdeel vormen van de zwaardere delicten.
In sommige staten is telastlegging van dood door schuld mogelijk als iemand een ander persoon onder invloed van drank of drugs doodrijdt.

## Zwitserland
Fahrlässige Tötung is in Zwitserland strafbaar gesteld in artikel 117 van het Zwitserse strafwetboek (StGB). De strafbaarstelling luidt:

Wer fahrlässig den Tod eines Menschen verursacht, wird mit Freiheitsstrafe bis zu drei Jahren oder Geldstrafe bestraft.
Degene die nalatig de dood van een ander mens veroorzaakt, wordt gestraft met een vrijheidsstraf tot drie jaar of een geldboete.